# Кумшацьке
Кумша́цьке — селище Хрестівської міської громади Горлівського району Донецької області, Україна. Населення становить 158 осіб.

## Загальні відомості
Відстань до райцентру становить близько 27 км і проходить автошляхом місцевого значення.
Землі села межують із територією с-ща. Данилове Бахмутського району Донецької області.
У селі розташована залізнична станція Кумшацький.
Унаслідок російської військової агресії Кумшацьке перебуває на території ОРДЛО.

## Війна на сході України
У липні 2014 року підрозділу, котрий тримав оборону поблизу Гострої Могили, надійшов терміновий наказ — вивести вояків з-під обстрілу; колона біля населеного пункту Кумшацьке потрапила в засідку. Підрозділ підполковника Заглинського вирушив до них на допомогу двома танками Т-64; прибувши, організували оборону та відбили напад на колону, евакуювали поранених, контужених та одного вбитого — механіка-водія БТРа. Дещо пізніше російські найманці, провівши розвідку боєм, намагалися зайняти опорний пункт «Гостра Могила», зайшовши в тил. Підрозділ, вчасно зреагувавши та передбачивши їхні кроки, відбив напад і знешкодив велику кількість бойовиків, штурм терористів провалився.

## Населення

### Мова
Розподіл населення за рідною мовою за даними перепису 2001 року:
| Мова       | Кількість | Відсоток |
| ---------- | --------- | -------- |
| російська  | 103       | 65.19%   |
| українська | 55        | 34.81%   |
| Усього     | 158       | 100%     |